# Oestlundia tenuissima
Oestlundia tenuissima là một loài thực vật có hoa trong họ Lan. Loài này được (Ames, F.T.Hubb. & C.Schweinf.) W.E.Higgins mô tả khoa học đầu tiên năm 2001.